# 多勒貝 (密歇根州)
多勒貝（英語：Dollar Bay）是位於美國密歇根州霍頓縣富蘭克林鎮區、奧西歐拉鎮區及托奇萊克鎮區的普查規定居民點。

## 人口
根據2020年美國人口普查的數據，多勒貝的面積為11.51平方千米，當中陸地面積為10.19平方千米，而水域面積為1.32平方千米。當地共有人口1061人，而人口密度為每平方千米92.18人。